# 김종일 (육상 선수)
김종일(金鐘鎰, 1962년 9월 11일 ~ )은 대한민국의 육상 선수로 주 종목은  멀리뛰기이다. 아시안 게임에서 금메달 2개를 획득했고, 올림픽에 두 차례 참가했으며, 대한민국 육상 선수로서는 처음으로 결선에 진출했다. 개인 최고 기록은 1988년 8월 서울에서 작성한 8.00m이다.

## 기록

### 대회 기록
- 1981년 아시아 선수권 대회: 5위(7.43m)
- 1981년 멕시코시티 국제 주니어 육상 대회: 1위(7.98m)
- 1981년 서울 국제 주니어 육상 대회: 1위(7.63m)
- 1981년 요코하마 국제 주니어 친선 육상 대회: 1위(7.80m)
- 1982년 세계 대학 선수권 대회: 3위(7.65m)
- 1982년 아시안 게임: 1위(7.94m)
- 1983년 하계 유니버시아드:7위(7.62m)
- 1984년 하계 올림픽: 8위(7.81m)
- 1984년 올림픽 주경기장 개장 기념 국제 육상 대회: 2위(7.78m)
- 1985년 오사카 국제 실내 육상 대회: 3위(7.84m)
- 1985년 세계 실내 육상 선수권 대회: 11위(7.31m)
- 1985년 하계 유니버시아드: 예선 11위(7.39m)
- 1985년 서울 국제 육상 대회: 1위(7.89m)
- 1986년 아시안 게임: 1위(7.94m)
- 1987년 요미우리 국제 실내 육상 대회: 3위(7.56m)
- 1987년 아시아 선수권 대회: 5위(7.76m)
- 1988년 하계 올림픽: 예선 16위(7.70m)
- 1989년 세계 실내 육상 선수권 대회: 예선 15위(7.53m)
- 1990년 아시안 게임: 4위